# مايكل دوكاكيس
مايكل ستانلي دوكاكيس (من مواليد 3 نوفمبر 1933)، محام أميركي متقاعد وسياسي شغل منصب حاكم ولاية ماساشوستس في الفترة من 1975 إلى 1979 ومرة أخرى في الفترة من 1983 إلى 1991. وهو أطول حاكم في تاريخ ماساتشوسيتس وثاني حاكم أمريكي يوناني في التاريخ الأمريكي بعد سبيرو أغنيو. وقد رشحه الحزب الديمقراطي لمنصب الرئيس في انتخابات عام 1988، حيث خسر أمام المرشح الجمهوري، نائب الرئيس جورج بوش الأب.
ولد دوكاكيس في بروكلين بولاية ماساتشوستس لمهاجرين يونانيين، وقد حضر كلية سوارثمور قبل أن يلتحق بالجيش الأمريكي. وبعد تخرجه من كلية الحقوق ب‍جامعة هارفارد، فاز في الانتخابات في مجلس النواب بولاية ماساتشوستس، حيث خدم في الفترة من 1963 إلى 1971. وقد فاز في انتخابات حاكم ماساتشوسيتس عام 1974 ولكنه خسر محاولته في عام 1978 لإعادة الترشيح لإدوارد جيه كينغ. وهزم كينغ في الانتخابات التمهيدية للحاكم عام 1982 وشغل منصب الحاكم من عام 1983 إلى عام 1991، حيث ترأس فترة من النمو الاقتصادي تعرف باسم «معجزة ماساتشوستس».
مستفيدا من شعبيته كحاكم، سعى دوكاكيس إلى ترشيح الحزب الديمقراطي للرئاسة في انتخابات 1988 الرئاسية. وقد فاز في الانتخابات التمهيدية الديمقراطية، وتم ترشيحه رسميا في المؤتمر الوطني الديمقراطي لعام 1988. واختار دوكاكيس السناتور لويد بنتسن من تكساس رفيقه في الانتخابات، بينما رشح الجمهوريون تذكرة تتألف من جورج بوش الأب والسيناتور دان كويل. فشل دوكاكيس في الانتخابات، حيث فاز بعشر ولايات فقط وواشنطن العاصمة، لكنه حسن أداء الديمقراطيين في الانتخابات السابقة. بعد الانتخابات، أعلن دوكاكيس أنه لم يعد يسعى لإعادة انتخابه كحاكم، وترك منصبه في عام 1991.
منذ مغادرته، عمل دوكاكيس في مجلس الإدارة لأمتراك ودرس العلوم السياسية في جامعة نورث إيسترن و‌جامعة كاليفورنيا في لوس أنجلوس. تم ذكره كمرشح محتمل في مجلس الشيوخ في عام 2009 لملء المنصب الشاغر الناجم عن وفاة تيد كينيدي، لكن الحاكم ديفال باتريك اختار بول كيرك. وفي عام 2012، أيد دوكاكيس حملة مجلس الشيوخ الناجحة ل‍إليزابيث وارن، التي أيدها أيضا في الانتخابات التمهيدية لرئاسة الحزب الديمقراطي في عام 2020. مع وفاة بوب دول في فئة من تجاوزوا التسعين في 5 ديسمبر 2021، كان دوكاكيس أقدم مرشح رئاسي على قيد الحياة للأحزاب السياسية الرئيسية (خارج شاغلي المناصب).

## الحملة الرئاسية لعام 1988
وباستخدام الظاهرة المسماة «معجزة ماساشوستس» للترويج لحملته، سعى دوكاكيس إلى ترشيح الحزب الديمقراطى لمنصب رئيس الولايات المتحدة في انتخابات الرئاسة الأمريكية عام 1988، متفوقا على مجموعة من المرشحيين الأوليين بما فيهم جيسي جاكسون، وديك جيفارت، وبول سيمون، وغاري هارت، وجو بايدن، وآل جور، من بين آخرين. وتطرق لجذوره المهاجرة استخدم دوكاكيس قصيدة نيل دياموند للمهاجرين «أمريكا» كأغنية رئيسية لحملته. بناء على طلب من والد دوكاكيس، هاري إليس ديكسون، قام الملحن جون ويليامز بتأليف أغنية «ضجة من أجل مايكل دوكاكيس» في عام 1988. فاز دوكاكيس بترشيح الحزب الديمقراطي بـ 2,877 من بين 4,105 مندوب. اختار سيناتور تكساس لويد بنتسون كشريك له في منصب نائب الرئيس. (دوكاكيس) مؤيد للاختيار في قضية الإجهاض.
واجه دوكاكيس صعوبة في عرض شخصيته على الناخبين. يمكن تفسير ضبط النفس والمثابرة بسهولة على أنها قلة العاطفة. ومع ذلك، فإن دوكاكيس يعتبر أنه أحسن صنعاً في أول مناظرة رئاسية مع جورج إتش دبليو بوش، حيث ذكرت صحيفة نيويورك تايمز أن «المحللين الديمقراطيين والجمهوريين عموما وافقوا على أن السيد دوكاكيس قد تحول إلى الأداء الأفضل في أول مناظرتين رئاسيتين، وكثيرا ما تمكن من وضع السيد بوش في موقف دفاعي». وفي المناظرة الثانية، كان أداؤه ضعيفا وقامر بسمعته على أنه بارد.
وخلال الحملة، أصبحت الصحة العقلية لدوكاكيس قضية عندما رفض الإفصاح عن تاريخه الطبي الكامل، ووفقا لصحيفة نيويورك تايمز، كانت هناك «اقتراحات مستمرة» بأنه خضع لعلاج نفسي في الماضي. وقد اكتسبت القضية المزيد من الثقل بعد مؤتمر صحفي بالبيت الأبيض أشار فيه الرئيس رونالد ريجان بشكل قاس إلى دوكاكيس على أنه «غير صالح».
وقد فقدت تذكرة دوكاكيس/بينتسن الانتخابات بفارق حاسم في الكلية الانتخابية إلى جورج إتش دبليو بوش ودان كويل، حيث ربح فقط 10 ولايات ومنطقة كولومبيا. وقد ألقى دوكاكيس نفسه باللوم على هزيمته في الوقت الذي قضاه في عمل كحاكم في ماساتشوسيتس خلال الأسابيع القليلة التي تلت المؤتمر الديمقراطي. ويعتقد كثيرون أنه كان من الواجب عليه أن يدير حملة في مختلف أنحاء البلاد. وخلال هذه الفترة، اختفى تماما تقدم 17 نقطة في استطلاعات الرأي، حيث سمح افتقاره للرؤية لبوش بتحديد قضايا الحملة. ومنذ ذلك الوقت، صرح دوكاكيس بأن السبب الرئيسي الذي فقده هو قراره «بعدم الرد على حملة بوش الهجمية، وباستعراض الماضي كان قرارا غبيا جدا».
وعلى الرغم من خسارة دوكاكيس، فإن أداءه كان تحسنا ملحوظا مقارنة بالمحاولتين الديمقراطيتين السابقتين، سواء في التصويت الشعبي أو في الكلية الانتخابية. ورغم أن بوش ما زال فاز بأغلبية الأصوات الشعبية، فإن هامش خسارة دوكاكيس (7.8%) على المستوى الوطني كان أضيق من هامش جيمي كارتر في عام 1980 (9.7%) أو هامش والتر مونديل في عام 1984 (18.2%)، وحصل على 41.8 مليون صوت على المستوى الوطني.
وقد قام دوكاكيس ببعض العروض القوية في الولايات التي صوتت للجمهوريين رونالد ريجان و‌جيرالد فورد. تمكن من تحقيق فوز قريب في نيويورك التي كانت في ذلك الوقت ثاني أكبر ولاية من حيث الأصوات الانتخابية، كما فاز في رود آيلاند، هاواي، مسقط رأسه ماساتشوستس وأوريجون وواشنطن؛ فقد خسر والتر مونديل كل الولايات الست، ومنذ ذلك الوقت ظلت كل الولايات الست في العمود الديمقراطي عن كل انتخابات رئاسية لاحقة.